# PRINCE2
PRINCE2 (een acroniem van Projects in Controlled Environments, version 2) is een methode voor projectmanagement. Deze methode is gericht op het management, de besturing en de organisatie van een project. PRINCE2 is ontwikkeld door de Britse semioverheidsorganisatie Office of Government Commerce (OGC).

## Geschiedenis
De methode PRINCE2 is de opvolger van de methode PRINCE, die in de jaren tachtig primair werd ontwikkeld voor ICT-projecten. Deze methoden zijn ontwikkeld door het bundelen van praktijkervaringen, zogenaamde best-practices, door de Britse semioverheidsinstelling de Office of Government Commerce (OGC). Deze instelling was voortgekomen uit de Central Computer and Telecommunications Agency (CCTA) van de Britse overheid, die was gericht op de informatietechnologie en telecommunicatiemarkt. PRINCE kwam in 1989 op de markt en werd vooral binnen de ICT-industrie gebruikt.
PRINCE2 is in 1996 op de markt gebracht als een verbeterde en uitgebreide versie van PRINCE en bedoeld als projectmanagementmethode voor alle types van projecten, dus niet enkel ICT. Op 18 juni 1997 is PRINCE2 officieel in Nederland geïntroduceerd (Van Onna, & Koning, 2010, p. 9) door Pink Elephant. Deze onderneming werd later overgenomen door Getronics (dat toen door ging onder de naam Getronics Pink Roccade), dat op zijn beurt in 2007 werd overgenomen door KPN.
In 2002, 2005, 2009 en 2017 is de methode geactualiseerd. De naam PRINCE2 is daarbij telkens behouden om aan te geven dat de methodiek trouw is gebleven aan dezelfde grondslagen en principes. Inmiddels wordt de methode in veel landen in Europa toegepast en zijn er handleidingen in diverse talen verschenen, waaronder het Nederlands.

## Kenmerken
PRINCE2 is toepasbaar op alle projecten en kent een grote flexibiliteit qua inzet. Aspecten van de methode die niet van toepassing zijn op (of niet nuttig voor) een bepaald project, kunnen weggelaten worden. 
De methode bestaat sinds 2009 uit 7 principes, 7 thema's en 7 processen. Enkel de toepassing van de principes bepaalt of iets een PRINCE2-project is, niet de strikte toepassing van de thema's of processen.

## Principes
De 7 principes vormen de basis van PRINCE2. Het hanteren van deze principes is wat bepaalt of een project PRINCE2 gebruikt, niet de toepassing van alleen de processen en de documenten. Er dient steeds voldaan te worden aan de 7 principes om te spreken van een PRINCE2-project. Indien enkel de documenten of processen worden gebruikt, maar de principes niet worden toegepast, wordt schertsend gesproken over een PINO-project (PRINCE In Name Only).
De 7 principes zijn:
1. Zorg constant voor zakelijke rechtvaardiging
2. Leer van ervaringen
3. Definieer vooraf de rollen en verantwoordelijkheden
4. Deel het project op in beheersbare stadia
5. Escaleer alleen bij uitzonderingen
6. Plan en stuur op producten
7. Schaal de methode waar nodig

### Zorg constant voor zakelijke rechtvaardiging
Een PRINCE2-project moet gedurende de gehele looptijd een valide reden hebben. Die redenen worden getoetst aan een zogenaamde "Business Case", die voortdurend geactualiseerd wordt. Het doel is te voorkomen dat een project alsmaar doorgaat, terwijl er geen baten meer te verwachten zijn.

### Leer van ervaringen
Projectteams worden geacht kennis te nemen van opgedane ervaringen uit voorgaande projecten. Om een volgend project ten dienste te zijn worden ook de eigen ervaringen opgetekend in een ervaringen logboek ("lessons log"). 

### Definieer de rollen en verantwoordelijkheden
Iedereen die betrokken is bij een project moet weten wat de rol en de corresponderende verantwoordelijkheid is, van zichzelf en de overige projectleden.

### Deel het project op in beheersbare stadia
Uit oogpunt van beheersbaarheid kunnen complexe taken beter worden opgedeeld in afzonderlijke stadia. Een PRINCE2 managementstadium is iets anders dan een technische fase. De technische fasering is voor de meeste projecten gelijk, bijvoorbeeld: specificatie, ontwerp, bouw, test, implementatie en nazorg. Binnen de definities van PRINCE2 zijn dat technische fasen, terwijl het bij managementstadia draait om projectsturing en niet om technische realisatie. Een projectplanning die opgedeeld is in technische fasen gescheiden door go/no go mijlpalen is niet aan te sturen door de stuurgroep, omdat deze technisch inhoudelijk niet vakbekwaam hoeft te zijn. Op deze wijze wordt het project geborgd door beslissers in plaats van technici.

### Escaleer alleen bij uitzonderingen
Een goed lopend project behoeft nauwelijks interventie van hogerhand. Pas wanneer de toleranties overschreden worden, wordt de stuurgroep geïnformeerd d.m.v. een uitzonderingsrapportage ("Exception Report") en kan de stuurgroep vragen om een uitzonderingsplan ("Exception Plan"). Dit garandeert een efficiënt gebruik van (het doorgaans druk bezette) management. "Manage by Exception" is hét handelskenmerk van PRINCE2.

### Plan en stuur op producten
Hetgeen verwacht mag worden van de afgeleverde producten moet vooraf bekend zijn. Productvereisten bepalen het benodigde werk en niet andersom.

### Schaal de methode waar nodig
De PRINCE2-methodiek biedt een grote set aan middelen om een project van elke omvang of complexiteit te beheersen. Die volledigheid brengt met zich mee dat de methodiek per project op maat gemaakt kan worden, om aan de behoeften van een specifieke omgeving te voldoen. PRINCE2 is immers een hulpmiddel om het project zo goed mogelijk te besturen.
Afhankelijk van het project kan dit betekenen dat bepaalde onderdelen van de methodiek worden weggelaten, behoudens de 7 principes. Zo kan bij een eenvoudig project de projectorganisatie desgewenst worden teruggebracht tot de stuurgroep, de projectmanager en een klein uitvoerend team.

## Thema's

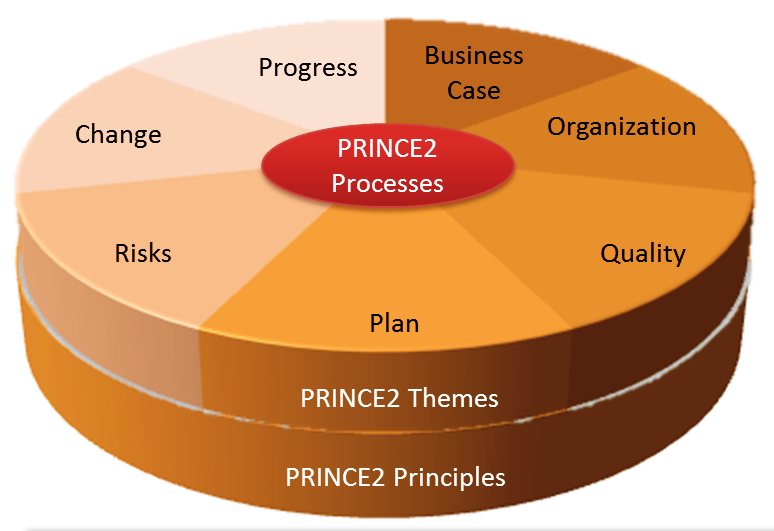
Structuur van de PRINCE2, project management methodologie.

De thema's verschaffen inzicht over hoe het project te beheersen. Ze kunnen gezien worden als kennisgebieden, over hoe de principes in de praktijk kunnen worden toegepast. Deze worden opgesteld aan het begin van het project en bewaakt gedurende de volledige looptijd. Het constant adresseren van deze thema's houdt projecten op het juiste spoor. De 7 thema's zijn:
1. Houd de Business Case geldig;
2. Definieer vooraf de vereiste kwaliteit van de producten;
3. Leg de organisatie vast in termen van rollen en verantwoordelijkheden.
4. Maak plannen;
5. Onderken de risico's;
6. Overeenstemming van veranderingen;
7. Bewaak de voortgang;

### Business Case
Gerelateerd aan het constante zakelijke rechtvaardiging principe, verschaft dit thema het inzicht of het project nog zinnig en haalbaar is. Theoretisch kan er gaandeweg een negatieve Business Case ontstaan. Dan moet óf de doelstelling minder ambitieus worden gemaakt, óf het project worden gestaakt.

### Kwaliteit
Gerelateerd aan het Plan en stuur op producten principe, draagt dit thema ertoe bij dat de door de klant geformuleerde kwaliteitsverwachtingen via acceptatiecriteria worden bereikt. Kwaliteit is een abstract begrip. Een product is pas af als het voldoet aan de gestelde eisen. Hiertoe vindt op initiatief van de groep Project Borging met regelmaat een kwaliteitsreview plaats.

Een kwaliteitsreview is een gestandaardiseerde methode om op gecontroleerde wijze de kwaliteit van producten te toetsen. Dit zijn veelal subjectieve kwaliteitscriteria. Kwaliteitsreviews stellen zeker dat de resultaten, de producten, overeenkomen met de verwachtingen van de gebruikers.

### Organisatie
Gerelateerd aan het definieer de rollen en verantwoordelijkheden principe, vereist dit thema dat deze zaken worden vastgelegd en alle projectleden zich hieraan committeren.

### Plannen
N.B.: Plannen als meervoud van een Plan (en niet de tijdsplanning)

Een plan beschrijft hoe doelen worden bereikt in termen van: productbeschrijvingen, tijdsplanning, kosten, acceptatiecriteria en voordelen.

### Risico
Een project brengt per definitie meer onzekerheden met zich mee dan de dagelijkse lijnactiviteiten. Binnen het project moet voortdurend oog zijn voor het beheersbaar houden van die risico's. Risicomanagement heeft als doel het opsporen van risico's die het project bedreigen en deze vervolgens te beheersen. Het is niet per se nodig de risico’s volledig te elimineren, dat zal onevenredig veel inspanning kosten. Doorgaans is het voldoende risico verminderende maatregelen te treffen, zoals b.v. een goede back-up van de data of de aanwezigheid van een uitwijkscenario.

### Wijziging
Dit thema gaat over het beheren van wijzigingen ("Change control") die zich tijdens de duur van het project voordoen. Alle potentiële wijzigingen worden behandeld als Project Issues. PRINCE2 onderscheidt de volgende soorten Project Issues:
- Wijzigingsvoorstellen
- Afwijkingen van de specificaties
- Probleem of zorgpunt

### Voortgang
Het thema voortgang gaat over het kunnen volgen van deze voortgang. Hiermee worden managers op de hoogte gesteld van waar het project zich bevindt in relatie tot de planning. Niet zelden ontsporen projecten zonder medeweten van het management.

## Processen

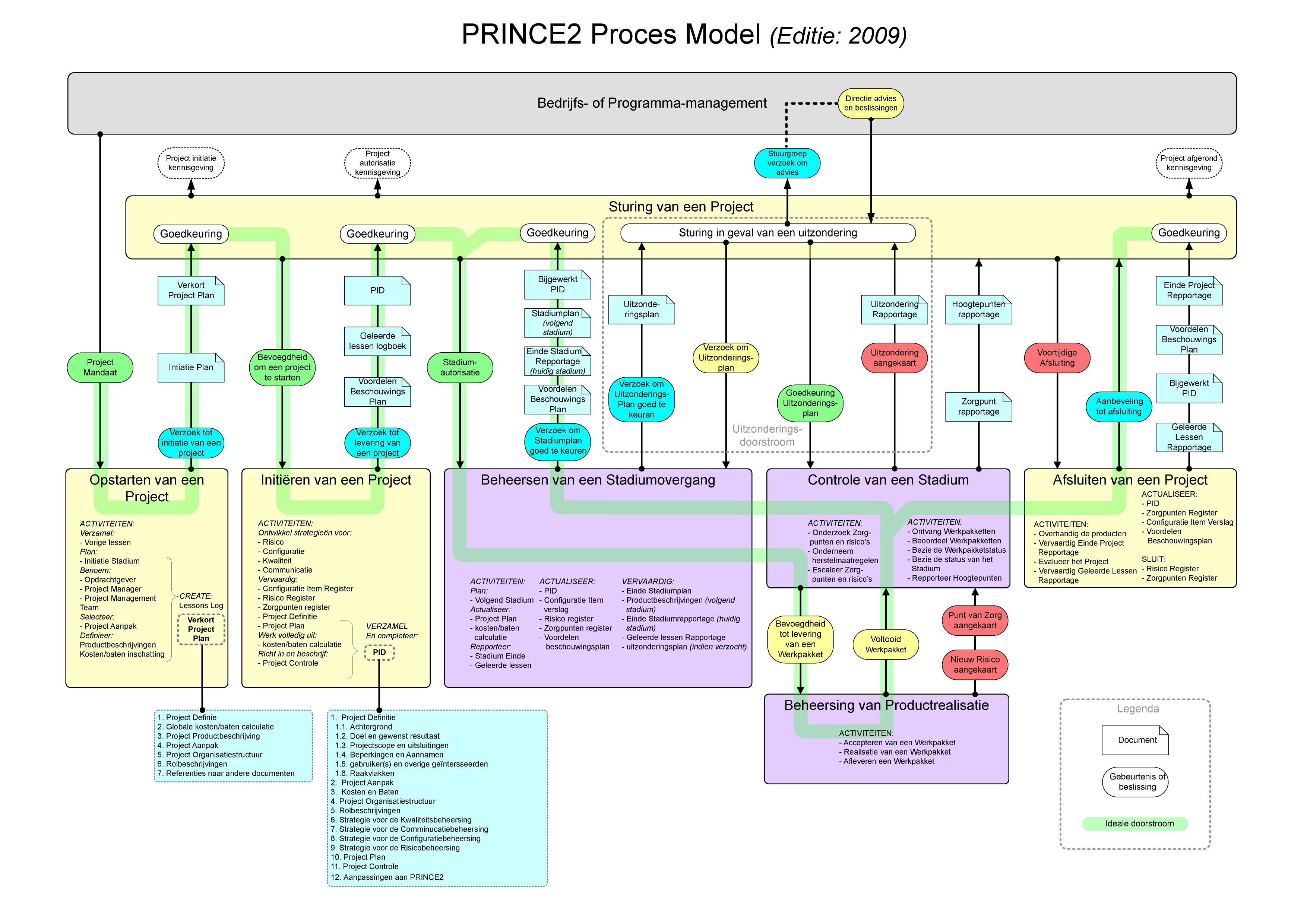
PRINCE2 (Editie 2009) Proces Model.

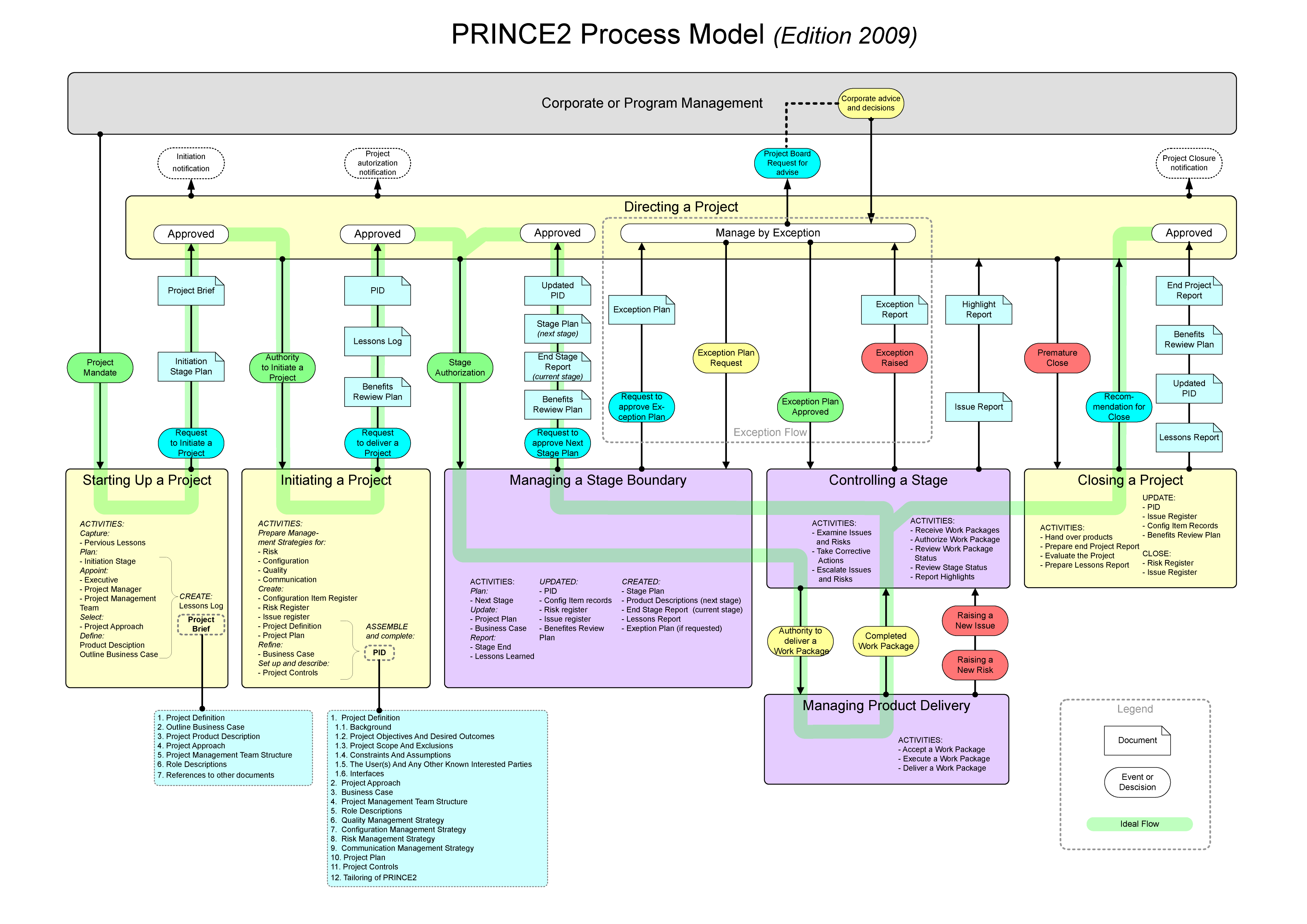
PRINCE2 (Editie 2009) Proces Model. (Engelstalige versie)

Het Procesmodel van PRINCE2 beschrijft de 7 processen en de belangrijkste managementproducten en triggers. De pijlen geven de interactie tussen de verschillende processen weer. De paarsgekleurde blokken stellen processen voor die cyclisch doorlopen kunnen worden.

### Starting Up a Project (SU)
Starting Up a Project is een proces waarin het project voorbereid wordt. Nadat het bedrijfsmanagement het project mandaat heeft verleend, wordt onderzocht of het zinvol is om het project te beginnen. Een globale Business Case wordt opgesteld, de Projectorganisatie wordt opgesteld en de projectaanpak wordt gekozen. Deze zaken worden gevat in de "Project Brief" (project in het kort) en overhandigd aan de stuurgroep met het verzoek om het project te mogen initiëren. De "Project Brief" wordt daarom vergezeld door een plan voor het initiatie stadium.

### Initiating a Project (IP)
Het eerste stadium binnen een project wordt de "Initiation Stage" genoemd. Dit stadium is verplicht in elk PRINCE2-project en is erop gericht een goede fundering onder het project te leggen. In dit stadium worden de beoogde resultaten, plannen, taken en verantwoordelijkheden vastgelegd. Ook wordt de "Business Case" volledig uitgewerkt. Dit leidt tot het belangrijkste stuurproduct Project Initiation Documentation (PID). Deze PID wordt verderop besproken.

### Directing a Project (DP)
"Directing a Project" is het proces waar de Stuurgroep ("Project Board") zetelt. De stuurgroep verleent de autorisaties en oordeelt en stuurt in geval van uitzonderingen.

### Controlling a Stage (CS)
"Controlling a stage" is het beheersen van een projectstadium. Door een project op te delen in stadia neemt de beheersing toe, omdat een deelproduct vervaardigd wordt dat binnen de afgesproken grenzen van tijd, kwaliteit, risico en budget blijft.

### Managing a Stage Boundary (SB)
Het proces "Managing a Stage Boundary" (Beheersen van een stadium-overgang) bevat de activiteiten die de projectmanager onderneemt om de Stuurgroep van voldoende informatie te voorzien om het succes van het huidige stadium te beoordelen, het plan voor het volgende stadium goed te keuren en de levensvatbaarheid van het hele project te beoordelen.

### Managing Product Delivery (MP)
Het proces "Managing Product Delivery" beheerst de oplevering van de (deel)producten, dat vaak wordt uitgevoerd door een projectteam(s). Hiertoe ontvangen zij zogenaamde werkpakketten, die worden uitgegeven door het "Controlling a stage" proces.

### Closing a Project (CP)
Wanneer alle stadia succesvol zijn doorlopen, kan het project worden afgesloten. Hiertoe wordt aanbeveling gedaan aan de stuurgroep vergezeld met een Einde Project Rapport, de geactualiseerde PID en een rapportage van de leermomenten. De stuurgroep informeert de opdrachtgevende organisatie dat het project is afgerond en kan decharge worden verleend.

## Projectorganisatie en rolverdelingen

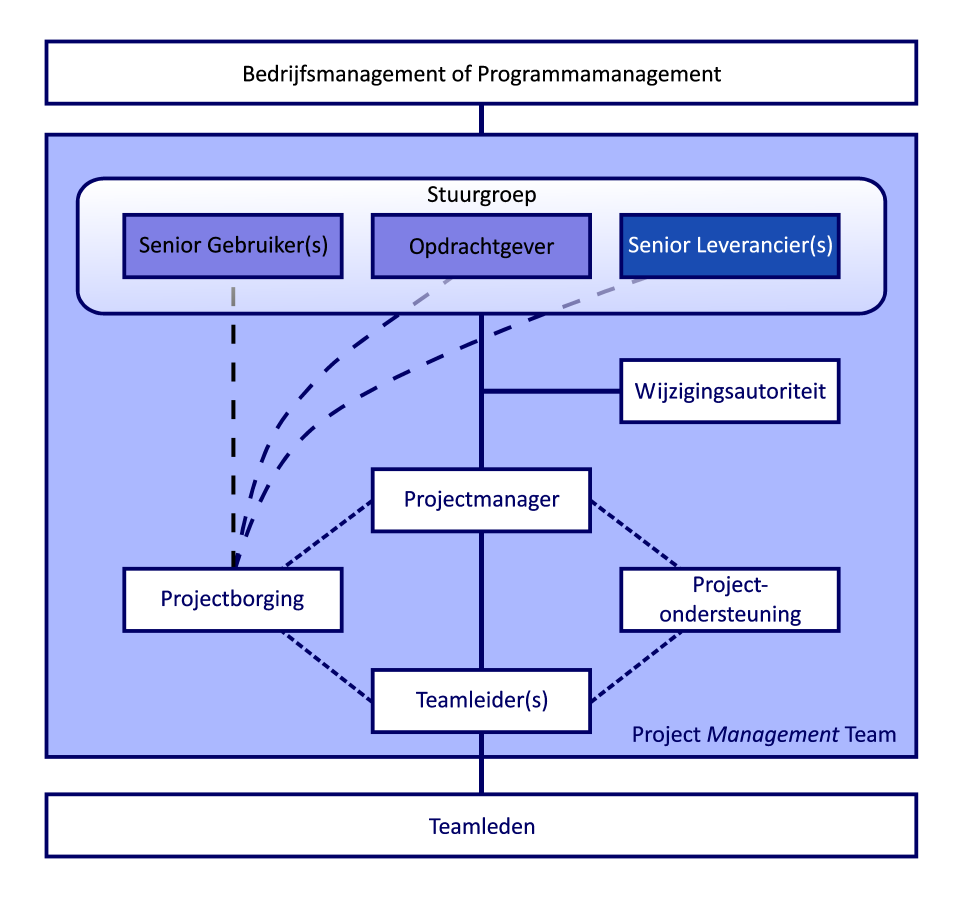
PRINCE2 (Editie 2009) Standaard Project Organisatie

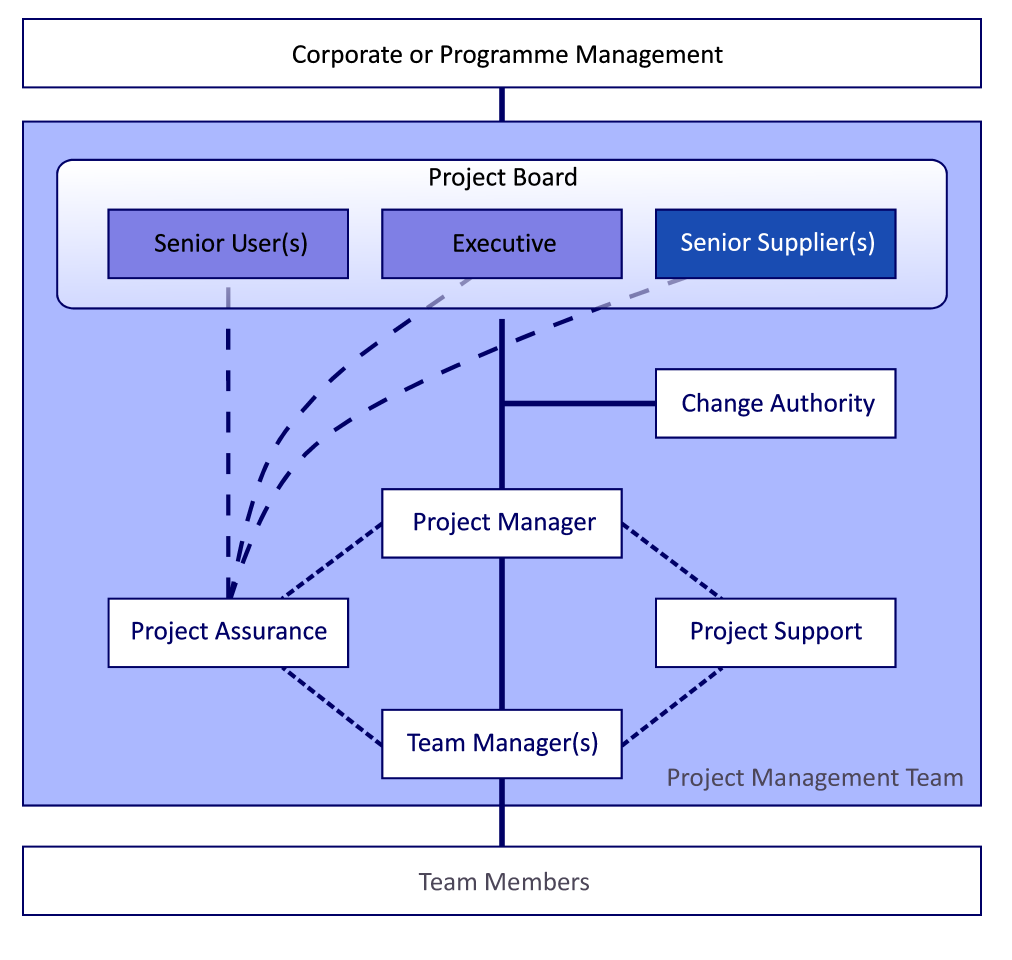
PRINCE2 (Editie 2009) Standaard Project Organisatie (Engelstalige versie)

### Bedrijfsmanagement of programmamanagement
Het Bedrijfsmanagement of programmamanagement levert het projectmandaat en de fondsen. Van programmamanagement is sprake wanneer het project onderdeel is van een omvangrijker programma.

### Stuurgroep
De stuurgroep wordt samengesteld bij aanvang van het project. Deze bestaat uit drie personen: de opdrachtgever, de senior leverancier en de senior gebruiker. De eindverantwoordelijkheid voor het projectresultaat ligt bij deze stuurgroep.
- De opdrachtgever is de afgevaardigde van de opdrachtgevende organisatie.  Ook is de opdrachtgever de budgethouder en de eigenaar van de businesscase, met o.a. als verantwoordelijkheid het zekerstellen van de fondsen en de bewaking van de prijs-kwaliteitverhouding.
- De senior gebruiker is de afgevaardigde van de voltallige gebruikersorganisatie en bewaakt en accepteert de resultaten namens deze. Ook is deze verantwoordelijk voor de specificatie van baten en resultaat en de beoordeling hiervan.
- De senior leverancier is de hoofdaannemer en vertegenwoordigt alle toeleveranciers van het project. Ook is de senior leverancier verantwoordelijk voor de kwaliteit en tijdigheid van de externe leveringen.

### De wijzigingsautoriteit
De wijzigingsautoriteit is een gedelegeerde verantwoordelijkheid van de stuurgroep. De wijzigingsautoriteit beoordeelt noodzakelijke afwijkingen van de productspecificaties. Om de objectiviteit te garanderen bestaat de samenstelling van deze groep uit personen die geen andere rol vervullen binnen het project management team.

### Projectborging
Deze groep vertegenwoordigt de verantwoordelijkheid van de stuurgroep vanuit drie perspectieven, t.w.: business, gebruiker en leverancier, op het gebied van financiën, kwaliteit en logistiek. Projectborging assisteert ook bij de uitwerking van de businesscase en bewaakt de levensvatbaarheid ervan gedurende de looptijd. Ten slotte voert projectborging de kwaliteitsreviews uit.
Een kwaliteitsreview vereist de volgende rollen:
- Productvertegenwoordiger als degene die de producten aanlevert
- Voorzitter als bewaker van het proces
- Beoordelaar(s) van het product
- Secretaris als degene die het verslag opstelt en het proces faciliteert

Alle rollen binnen projectborging mogen niet worden gecombineerd met die van projectmanager.

### Projectondersteuning
Project ondersteuning is de groep die het project administratief ondersteunt, met onder andere: redactionele zaken, sjablonen, document archivering, correspondentie en informatievoorziening.

### Teamleiders
Het project wordt qua uitvoering opgedeeld in teams van verschillende disciplines van meetbare functionele producten. Teamleiders fungeren als meewerkend voorman en rapporteren aan de projectmanager. De rol van teamleider(s) is arbitrair, de projectmanager kan er voor kiezen de teamleden zelf aan te sturen.

### Teamleden
De teamleden zorgen voor de concrete realisatie van de projectproducten en rapporteren aan hun teamleider.

### De projectmanager
Om de stuurgroep gedurende het gehele project, één enkel aanspreekpunt te garanderen, worden alle werkzaamheden van alle betrokken partijen centraal gecoördineerd door één projectmanager. In veel praktijkgevallen wordt vanuit commercieel oogmerk een projectorganisatie opgetuigd met een projectleider van zowel de leverancier als de klant. Projectorganisaties met meer dan een projectmanager schenden een van de meest relevante grondslagen van PRINCE2 ("geen twee kapiteins op hetzelfde schip").
De projectmanager voert de dagelijkse leiding en rapporteert hierover aan de stuurgroep. Daarnaast is de projectmanager verantwoordelijk voor het aansturen van de teamleiders. Hij/Zij is bevoegd beslissingen te nemen aangaande tijd en geld binnen de gestelde toleranties, stelt issues vast en beoordeelt deze voor eventuele escalatie aan de stuurgroep. Ook stelt de projectmanager de PID op.

## Opbouw van de PID
De Project Initiatie Documentatie (PID) is een van de belangrijkste stuurmiddelen binnen de PRINCE2 projectbeheersingsmethodiek. De PID bundelt de belangrijkste projectkarakteristieken die werden verkregen tijdens het opstartstadium van een PRINCE2 project. De Project Initiatie Documentatie vormt het referentiepunt gedurende de looptijd van het project voor zowel projectteam als klant. De PID wordt bij elke faseovergang aangepast op basis van de actuele inzichten.

De PID mag niet zijn: een contract; indekking tegen kritiek; een methode voor het uitvoeren van werkzaamheden; een document met uitleg over de werking van technische zaken; een document met aanprijzingen van: attitude, vaardigheden, kwaliteit van organisaties en/of handelsmerken.
- Project Definitie

De projectdefinitie beschrijft de aanleiding tot de noodzaak voor het project, het functionele doel en het materiële of economische product (resultaat) dat dit functionele doel verwezenlijkt. Ook komt aan bod datgene dat 'in- en buiten beeld' is voor het project (ook wel binnen en buiten scope genoemd), maar ook de beperkingen en de aannamen. Daarnaast beschrijft de projectdefinitie de belanghebbenden bij het projectresultaat, alsmede wat hun afzonderlijk belang is. Omdat een project nooit volledig op zichzelf staat en het project mogelijk doorkruist zal worden door andere lopende projecten en/of organisatorische wijzigingen, worden ook de raakvlakken beschreven. Dit om  de projectorganisatie zich bewust te maken van de omgeving waarbinnen het project opereert.
- Projectaanpak

De projectaanpak is de opdeling in managementstadia met de daaraan gekoppelde besluitmomenten.
- Businesscase

De kosten/baten analyse.
- Het projectplan

Om de stuurgroep een overzicht van het totale project te verschaffen wordt een projectplan opgesteld. De stuurgroep gebruikt dit plan als referentie om de voortgang te bewaken en de projectkosten te toetsen aan de businesscase. Het Project Plan beschrijft: de eindproducten per projectstadium; de beslismomenten en management stadia; de planning met mijlpalen en doorlooptijden en de benodigde middelen in termen van mensen, faciliteiten en geld.
- Strategie voor communicatiebeheersing

Het doel van deze strategie is het vastleggen van een raamwerk dat communicatie met alle partijen effectief verloopt. Deze partijen zijn alle belanghebbenden zowel in- als extern. De strategie bevat tevens het type informatie dat elke belanghebbende nodig heeft en de frequentie waarmee deze gedeeld wordt.
- Strategie voor kwaliteitsbeheersing

De strategie voor kwaliteitsbeheersing beschrijft o.a.: De te hanteren procedures betreffende kwaliteitsplanning, -beheersing en -borging; Tijdstippen waarop inspecties en reviews plaatsvinden en met welk doel en in welke frequentie kwaliteitsrapportages opgesteld worden en aan wie deze worden aangeboden.
- Strategie voor risicobeheersing

De strategie voor risicobeheersing beschrijft o.a.: De toe te passen risicotechnieken en -applicaties (b.v. Pareto Analyse of Kans-effectmatrix); de frequentie van de risicoanalyses en aan wie de risicorapportages worden aangeboden.
- Strategie voor configuratiebeheersing

Configuratie is de manier waarop iets uit losse componenten is opgebouwd. Vooral binnen de ICT wordt dit begrip gebruikt. Bijvoorbeeld: de configuratie van een computer of computernetwerk. Bij veel organisaties is daarom als technisch hulpmiddel een zogenaamde Configuration management database (CMDB) in gebruik. Een goede strategie bij ICT-projecten is om deze bestaande CMDB te gebruiken voor de configuratiebeheersing tijdens het project.

## Certificering
PRINCE2 kent een officiële certificering op twee niveaus: Foundation en Practitioner. Het Foundation tentamen duurt een uur en bestaat volledig uit meerkeuzevragen. Het Practitioner tentamen beslaat 2,5 uur en bevat een casus met meerkeuzevragen. Verschillende opleidingsinstituten bieden cursussen aan die voorbereiden op een van beide niveaus.
In 2012 verkregen volgens APMG, de officiële accreditatie-instelling, zo'n 150.000 projectleiders een PRINCE2 foundation certificatie. Hiermee zou het aantal wereldwijd gecertificeerde projectleiders meer dan 1 miljoen bedragen.

## Andere methoden
- EVO
- IPMA
- OPEN
- PM²

Gericht op softwareontwikkeling:
- Agile
- DSDM
- RUP
- Scrum
- SDM

Gericht op vastgoedontwikkeling, bouwkunde en aannemerij:
- GOTIK-methode

## Lees ook
- Projecten sturen op secundaire activiteiten